# Jimmy Hay
Pour les articles homonymes, voir Hay.
James Hay, couramment appelé Jimmy Hay, est un footballeur international puis entraîneur écossais, né le 9 février 1881, à Tarbolton, Ayrshire et décédé le 4 avril 1940 . Évoluant au poste de défenseur central, il est particulièrement connu pour ses saisons au Celtic, Newcastle United et Ayr United, ce dernier club qu'il connaît à la fois comme joueur puis comme entraîneur.
Il compte 11 sélections en équipe d'Écosse.

## Biographie

### Carrière en club
Natif de Tarbolton, Ayrshire, il joue d'abord dans le club local, Ayr F.C., avant de signer pour le Celtic en mars 1903, pour un montant de 50£. Décrit comme très doué pour les tacles, il devient le capitaine du Celtic entre 1906 et 1911, y jouant un total de 322 matches officiels pour 23 buts inscrits (dont 214 matches et 14 buts en championnat). Il remporte 6 titres de champion entre 1905 et 1910, sous la direction de Willie Maley.
Il quitte le Celtic en 1911 car le club ne peut satisfaire sa demande de revalorisation salariale. Il rejoint alors le club anglais de Newcastle United. Il rejoint ensuite de nouveau le championnat écossais en signant trois plus tard pour Ayr United où il reste trois saisons.
En juin 1924, il est nommé entraîneur d'Ayr United, le dernier club pour lequel il a joué. Malheureusement, sa première saison se conclut avec la relégation du club en deuxième division. Il quitte le club en janvier 1926 après avoir déclaré que le président du club, Tom Steen, avait essayé de soudoyer un arbitre. Il est banni par la Fédération écossaise de football après avoir refusé de présenter des excuses publiques. Sa suspension est levée en novembre 1927. Il se reconvertit comme agent général d'assurance jusqu'à son décès.

### Carrière internationale
Jimmy Hay reçoit 11 sélections en faveur de l'équipe d'Écosse. Il joue son premier match le 18 mars 1905, pour une victoire 4-0, au Celtic Park de Glasgow, contre l'Irlande en British Home Championship. Il reçoit sa dernière sélection le 4 avril 1914, pour une victoire 3-1, à l'Hampden Park de Glasgow, contre l'Angleterre en British Home Championship. Il n'inscrit aucun but lors de ses 11 sélections.
Il participe avec l'Écosse aux British Home Championships de 1905, 1909, 1910, 1911, 1912 et 1914. 

## Palmarès

### Comme joueur
- Celtic :
  - Champion d'Écosse en 1904-05, 1905-06, 1906-07, 1907-08, 1908-09 et 1909-10
  - Vainqueur de la Coupe d'Écosse en 1904, 1907, 1908 et 1911
  - Vainqueur de la Glasgow Cup en 1905, 1906, 1907, 1908 et 1910
  - Vainqueur de la Glasgow Merchants Charity Cup en 1905 et 1908

- Ayr United :
  - Vainqueur de la Ayr Charity Cup en 1916

### Comme entraîneur
- Ayr United :
  - Vainqueur de la Ayrshire Cup (en) en 1926
  - Vainqueur de la Ayr Charity Cup en 1926